# Manel Navaro
Manel Navaro Kesada (Sabadelj, 7. mart 1996) je španski pevač, tekstopisac i gitarista. Manel će predstavljati Španiju na izboru za Pesmu Evrovizije 2017. sa pesmom „Do It for Your Lover”.

## Karijera
U 2014. je pobedio na regionalnom takmičenju za mlade pevače Catalunya Teen Star. 4. decembra 2014. objavio je svoj debitantski singl Brand New Day. U 2015. je potpisao ugovor sa španskim Soni Mjuzik Entertejnmentom. 24. juna 2016. objavio je svoj prvi singl sa Sonijem pod nazivom Candle.
U januaru 2017. objavljen je Navarov drugi singl „Do It for Your Lover”. 12. januara 2017. objavljeno je da je Navaro jedan od šest kandidata na nacionalnom finalu Španije za Pesmu Evrovizije 2017. 11. februara 2017. pobedio je na španskom nacionalnom finalu.

## Diskografija

### Singlovi
| Godina | Naziv | Pozicija | Album             |
| Godina | Naziv | ŠPANIJA  | Album             |
| ------ | ----- | -------- | ----------------- |
| 2014   | "     | —        | Non-album singles |
| 2016   | "     | —        | Non-album singles |
| 2017   | "     | —        | Non-album singles |

## Spoljašnje veze
- Manel na mreži Tviter